# HTTP Strict Transport Security
HTTP Strict Transport Security (HSTS) est un mécanisme de politique de sécurité proposé pour HTTP, permettant à un serveur web de déclarer à un agent utilisateur (comme un navigateur web), compatible, qu'il doit interagir avec lui en utilisant une connexion sécurisée (comme HTTPS). La politique est donc communiquée à l'agent utilisateur par le serveur via la réponse HTTP, dans le champ d'en-tête nommé « Strict-Transport-Security ». La politique spécifie une période de temps durant laquelle l'agent utilisateur doit accéder au serveur informatique uniquement de façon sécurisée.

## Généralités
Lorsque la politique HSTS est active pour un site web, l'agent utilisateur compatible opère comme suit :
1. Il remplace automatiquement tous les liens non sécurisés par des liens sécurisés. Par exemple, http://www.exemple.com/une/page/ est automatiquement remplacé par https://www.exemple.com/une/page/ avant d'accéder au serveur.
2. Si la sécurité de la connexion ne peut être assurée (par exemple, le certificat TLS est autosigné), celui-ci affiche un message d'erreur et interdit à l'utilisateur l'accès au site à cause de cette erreur.

La politique HSTS aide à protéger les utilisateurs de sites web contre quelques attaques réseau passives (écoute clandestine) et actives. Une attaque du type man-in-the-middle ne peut pas intercepter de requête tant que le HSTS est actif pour ce site.

## Syntaxe
Activer HSTS pour un an :
```
Strict-Transport-Security "max-age=31536000"

```

L'activer aussi pour les sous-domaines :
```
Strict-Transport-Security "max-age=31536000; includeSubDomains"

```

Autoriser aussi l'ajout du site dans les listes préchargées :
```
Strict-Transport-Security "max-age=31536000; includeSubDomains; preload"

```

## Bonnes pratiques
- HSTS doit être déclaré sur le domaine. Par exemple, https://sub.example.com doit aussi utiliser HSTS sur https://example.com.
- Les pages de https://www.example.com devraient inclure une requête vers une ressource sur https://example.com pour s'assurer que le domaine principal est protégé. Avec la directive includeSubDomains, cela permet de protéger l'intégralité des sous-domaines.

## Liste préchargée
HSTS ne protège qu'après la première connexion. Afin de corriger ce défaut, les navigateurs proposent un mécanisme de préchargement : les sites peuvent s'enregistrer sur le site web hstspreload pour demander leur inclusion dans cette liste. La présence du paramètre preload permet de s'assurer de leur consentement.

## Support

### Navigateurs supportant HSTS
- Google Chrome et Chromium[2] supportent HSTS depuis la version 4.0.211.0.
- Le support de HSTS est activé dans les sources de Firefox depuis le 25 août 2010, il est disponible depuis Firefox 4.0[3],[4]. La version 17 du navigateur possède, en interne, une liste prédéfinie de sites web dont la connexion devra se faire en HSTS, ceci afin d'éviter un détournement lors de la première connexion où le navigateur ignore si le site demandera HSTS ou pas[5].
- L'extension pour Firefox « NoScript » impose HSTS depuis la version 1.9.8.9.
- L'extension pour Chrome/Firefox/Opera « HTTPS Everywhere », dérivée de NoScript, généralise le concept de HSTS en incluant des sous-ensembles de chemins pour certains domaines, et réécrit les URI non sécurisées http:// d'un domaine en URI https:// d'un domaine relatif (par exemple, de http://en.wikipedia.org à https://en.wikipedia.org)[6].
- Opera 12[7].
- Internet Explorer 11[8].

## Implémentation
Les en-têtes Strict-Transport-Security doivent être envoyés via des réponses HTTPS. L'implémentation du côté client ne doit pas respecter les en-têtes HSTS qui ne sont pas envoyées via des réponses HTTPS, ou par le biais de réponses HTTPS qui ne sont pas configurées proprement, et sans certificat de confiance. Les bribes de configuration de serveur suivantes doivent être effectuées dans un contexte de bloc de configuration d'un site TLS et les exemples de codes ne doivent être effectués que dans un contexte de réponses HTTPS.
Le temps maximum (max-age) est donné en secondes. Les 31 536 000 secondes (soit 365 jours) dans les exemples ci-dessous peuvent être remplacées par des valeurs plus grandes ou petites en fonction des besoins du gestionnaire du serveur web.

### Implémentation Apache
```
# load module (example using [RHEL])

LoadModule
 
headers_module
 
modules/mod_headers.so

# redirect all HTTP to HTTPS (optional)

<VirtualHost
 
*:80
>

       
ServerAlias
 
*

       
RewriteEngine
 
On

       
RewriteRule
 
^(.*)$
 
https://%{HTTP_HOST}$1
 
[redirect=301]

</VirtualHost>

# HTTPS-Host-Configuration

<VirtualHost
 
10.0.0.1:443
>

      
# Use HTTP Strict Transport Security to force client to use secure connections only

      
Header
 
always
 
set
 
Strict-Transport-Security
 
"max-age=31536000; includeSubDomains; preload"

      
# Further Configuration goes here

      
[
...
]

</VirtualHost>

```

### Implémentation Lighttpd
Cette implémentation du protocole est partielle et ne propose pas la redirection à partir d'un environnement non sécurisé.
```
server.modules
 
+
=
 
(
 
"mod_setenv"
 
)

$HTTP
[
"scheme"
]
 
==
 
"https"
 
{

    
setenv.add-response-header
  
=
 
(
 
"Strict-Transport-Security"
 
=
>
 
"max-age=31536000; includeSubDomains; preload"
)

}

```

### Implémentation Nginx
Cette implémentation du protocole est partielle et ne propose pas la redirection à partir d'un environnement non sécurisé.
```
# Use HTTP Strict Transport Security to force client to use secure connections only

add_header
 
Strict-Transport-Security
 
max-age=31536000
;

```

Cette implémentation du protocole est partielle et ne propose pas la redirection à partir d'un environnement non sécurisé.
```
# Use HTTP Strict Transport Security to force client to use secure connections only with includeSubdomains 

add_header
 
Strict-Transport-Security
 
"max-age=31536000
;
 
includeSubDomains
;
 
preload
;
"
;

```

### Implémentation Varnish
Cette implémentation du protocole est partielle et ne propose pas la redirection à partir d'un environnement non sécurisé.
```
// Add the following line to your vcl_deliver

// Note: Varnish MUST be used with a frontend TLS proxy (e.g Hitch) for SSL/TLS support

sub 
vcl_deliver
 {

 	
set
 
resp.http.Strict-Transport-Security
 
=
 
"max-age=31536000; includeSubDomains"
;

}

```

### Implémentation NodeJS
```
// Avec l' utilisation du paquet NPM helmet.

var
 
helmet
 
=
 
require
(
'helmet'
)

    
...
 

    
app
.
use
(
helmet
.
hsts
({

          
maxAge
:
 
31536000000
,

          
includeSubdomains
:
 
true
,

          
force
:
 
true

    
}));

```

### Implémentation IIS
L'en-tête peut être ajouté en modifiant le fichier web.config.
Cette implémentation du protocole est partielle et ne propose pas la redirection à partir d'un environnement non sécurisé.
```
<configuration>

    
<system.webServer>

        
<httpProtocol>

            
<customHeaders>

            	
<add
 
name=
"Strict-Transport-Security"
 
value=
"max-age=31536000"
/>

            
</customHeaders>

        
</httpProtocol>

    
</system.webServer>

</configuration>

```

### Implémentation PHP
```
// Use HTTP Strict Transport Security to force client to use secure connections only

$use_sts
 
=
 
true
;

// iis sets HTTPS to 'off' for non-SSL requests

if
 
(
$use_sts
 
&&
 
isset
(
$_SERVER
[
'HTTPS'
])
 
&&
 
$_SERVER
[
'HTTPS'
]
 
!=
 
'off'
)
 
{

    
header
(
'Strict-Transport-Security: max-age=31536000; includeSubDomains; preload'
);

}
 
elseif
 
(
$use_sts
)
 
{

    
header
(
'Location: https://'
.
$_SERVER
[
'HTTP_HOST'
]
.
$_SERVER
[
'REQUEST_URI'
],
 
true
,
 
301
);

    
// we are in cleartext at the moment, prevent further execution and output

    
die
();

}

```

### Implémentation Perl
```
# Use HTTP Strict Transport Security to force client to use secure connections only

use
 
CGI
;

use
 
URI
;

my
 
$q
   
=
 
new
 
CGI
;

my
 
$url
 
=
 
URI
->
new
(
$cgi
->
request_uri
)

my
 
$use_sts
 
=
 
1
;

if
 
(
$use_sts
 
and
 
$url
->
scheme
 
eq
 
'https'
)
 
{

    
print
 
$q
->
header
(
'Strict-Transport-Security'
 
=>
 
'max-age=31536000; includeSubDomains; preload'
);
 

}
 
elsif
 
(
$use_sts
)
 
{

    
$url
->
scheme
(
'https'
);

    
print
 
$q
->
redirect
(
status
 
=>
 
301
,
 
location
 
=>
 
$url
);

}

```

### Implémentation Ruby on Rails
```
config
.
force_ssl
 
=
 
true

```

### Implémentation ASP
```
Dim
 
use_sts
use_sts
 
=
 
True

If
 
use_sts
 
=
 
True
 
And
 
Request.Url.Scheme
 
=
 
"https"
 
Then

    
Response.AddHeader
 
"Strict-Transport-Security","max-age=31536000"
ElseIf
 
use_sts
 
=
 
True
 
And
 
Request.Url.Scheme
 
=
 
"http"
 
Then

    
Response.Status="301
 
Moved
 
Permanently"

    
Response.AddHeader
 
"Location",
 
"https://"
 
+
 
Request.Url.Host
 
+
 
Request.Url.PathAndQuery
End
 
If

```

### Implémentation ASP.NET Core
```
//Startup.cs

public
 
void
 
ConfigureServices
(
IServiceCollection
 
services
)

{

    
services
.
AddHsts
(
opts
 
=>

    
{

        
opts
.
MaxAge
 
=
 
TimeSpan
.
FromSeconds
(
31536000
);

        
// Activer pour les sous-domaines, et autoriser l'ajout du site dans les listes préchargées

        
opts
.
IncludeSubDomains
 
=
 
true
;

        
opts
.
Preload
 
=
 
true
;

    
});

    
// Configuration des autres services

}

public
 
void
 
Configure
(
IApplicationBuilder
 
app
,
 
IWebHostEnvironment
 
env
)

{

    
if
 
(
!
env
.
IsDevelopment
())

    
{

        
app
.
UseHsts
();

    
}

    
app
.
UseHttpsRedirection
();

    
// Configuration de l'application

}

```

### Implémentation ColdFusion Markup Language (CFML)
Cette implémentation du protocole est partielle et ne propose pas la redirection à partir d'un environnement non sécurisé.
```
<cfset
 
use_sts
 
=
 
true
>

<cfif
 
use_sts
 
is
 
"True"
>
 
  
<cfheader
 
name
=
"Strict-Transport-Security"
 
value
=
"max-age=31536000"
>

<cfelseif
 
use_sts
 
is
 
"True"
>
 
  
<cfheader
 
statuscode
=
"301"
 
statustext
=
"Moved permanently"
>

  
<cfheader
 
name
=
"Location"
 
value
=
"https://"
 
+
 
CGI.SERVER_NAME
 
+
 
CGI.SCRIPT_NAME
 
+
 
CGI.QUERY_STRING
>

</cfif>

```

### Implémentation JavaServer Pages (JSP)
```
use_sts
 
=
 
true
;

if
(
use_sts
)
 
{

  
if
(
request
.
getScheme
().
equals
(
"https"
))
 
{

    
// Envoi de l'en-tête HSTS

    
response
.
setHeader
(
"Strict-Transport-Security"
,
 
"max-age=31536000"
);

  
}
 
else
 
{

    
response
.
setStatus
(
301
);

    
url
 
=
 
"https://"
 
+
 
request
.
getServerName
()
 
+
 
request
.
getPathInfo
()
 
+
 
request
.
getQueryString
();

    
response
.
setHeader
(
"Location"
,
 
url
);

  
}

}

```

### Implémentation Visual Basic .NET
Cette implémentation du protocole est partielle et ne propose pas la redirection à partir d'un environnement non sécurisé.
```
Dim
 
use_sts
 
As
 
Boolean
 
=
 
True

If
 
use_sts
 
=
 
True
 
Then

    
Response
.
AppendHeader
(
"Strict-Transport-Security"
,
 
"max-age=31536000"
)

ElseIf
 
use_sts
 
=
 
True
 
Then

    
Response
.
AppendHeader
(
"Status-Code"
,
 
"301"
)

    
Response
.
AppendHeader
(
"Location"
,
 
"https://"
)

End
 
If

```

### Implémentation F5 BIG-IP LTM
Créer une iRule et l'appliquer à votre Virtual Server HTTPS.
Cette implémentation du protocole est partielle et ne propose pas la redirection à partir d'un environnement non sécurisé.
```
# iRule "Insert_HTTP_Strict_Transport_Security" 

when
 
HTTP_RESPONSE
 
{

   
HTTP::header
 
insert
 
Strict-Transport-Security
 
"max-age=31536000 ; includeSubDomains ; preload"

}

```

### Implémentation HAProxy
Ajouter cette ligne dans la partie frontend HTTPS du fichier de configuration.

Cette implémentation du protocole est partielle et ne propose pas la redirection à partir d'un environnement non sécurisé.
```
http
-response
 
set-header
 
Strict-Transport-Security
 
max-age=31536000;\
 
includeSubDomains;\
 
preload;

```

### Implémentation OpenBSD httpd
```
server "example.com" {
  listen on 10.0.0.1 port 80
  block return 301 "https://$HTTP_HOST$REQUEST_URI"
}

server "example.com" {
  listen on 10.0.0.1 tls port 443

  hsts max-age 31536000
  hsts subdomain
  hsts preload

  # Further Configuration goes here
}

```